# Saluki
Saluki, včasih tudi perzijski hrt, velja za verjetno nastarejšo pasmo psov na svetu. Udomačili naj bi ga že v davni Mezopotamiji. Nekoč se je uporabljal za lov na zajce, gazele in šakale, danes pa je v Evropi znan bolj kot hišni ljubljenček.
Po značaju zelo spominjajo na mačke, so samosvoji in razmišljajo po principu »ali se mi splača«. Njihov lovski nagon je zelo močan, zato je priporočljivo, da so v urbanem okolju ves čas na vrvici, da ne pride do nepotrebnih nesreč, saj stečejo za vsako premikajočo se stvarjo. So zelo navezani na svojo družino in imajo radi družbo. Do neznancev so večinoma nezaupljivi. So učljivi, vendar samo s pozitivnimi metodami (igračke, hrana ...).
Kljub temu da so hrti, potrebujejo veliko gibanja in čeprav niso najhitrejši med hrti (najhitrejši so veliki angleški hrti ali greyhoundi), so najvzdržljivejši. Zaradi svojih tekaških lastnostih jih pogosto križajo z drugimi psi za vrhunske pasje vprege.

## Povezave
- Saluki Delil Arhivirano 2006-07-01 na Wayback Machine.
- Saluki Slovenija
- Mojpes.net Saluki